# Мерфи, Роберт Кашмен
Роберт Кашмен Ме́рфи (англ. Robert Cushman Murphy; 29 апреля 1887, Бруклин — 20 марта 1973, Стоуни-Брук) — американский орнитолог.
Мерфи родился в Бруклине, Нью-Йорк, и учился в Университете Брауна. Во время своей академической карьеры он опубликовал 600 статей. Двумя из его самыми известными работами являются «Logbook for Grace; Whaling Brig Daisy, 1912—1913» и «Oceanic Birds of South America». В 1916 году, во время нападения акул у побережья Нью-Джерси, Мерфи примкнул к учёным, которые внесли значительный вклад в определение видов акул.
После выхода на пенсию он, совместно с другими гражданами Лонг-Айленда, работал над тем, как усложнить использование ДДТ.
Мерфи написал монументальную работу «Океанические птицы Южной Америки», за которую был награждён медалями Брюстера и Джона Берроуза.